# Fem på fotvandring
Fem på fotvandring är en ungdomsbok skriven av Enid Blyton 1951. Originalets titel är Five on a Hike Together. Äldre översättning av Ingegerd Lindström. Ny översättning av Kerstin Lennerthson. Boken är den tionde av Fem-böckerna.

Dick och Anne hamnar fel då det är mörkt och börjar regna. De hör klockor som ringer högt och skrämmande. Det lyser ett ljus i fjärran och de tror att det Blue Pond Farm. Istället kommer de till ett ödsligt ställe med en gammal döv kvinna. Dick får kvinnan henne att låta Anne övernatta i ett litet rum en trappa upp. Dick vistas i ladan. En man dyker upp vid ladans fönster och levererar ett märkligt meddelande från Nailer:
Two-Trees. Gloomy Water. Saucy Jane. And he says Maggie knows. He sent you this. Maggie's got one too.
En liten karta som också fladdrar in genom fönstret visar ett kors av fyra linjer med ett ord i slutet av varje rad: Tall Stone, Chimney, Steeple och Tock Hill. 
De klingande klockorna kom från fängelset då en fånge hade rymt. Dick antar att den otäcka mannen vid ladugårdsfönstret kvällen innan var den förrymda fången. Den döva kvinnans son är en man som kallas Dirty Dick (Lort-Dick). Den förrymda fången hade försökte ge ett meddelande till Dirty Dick.
I Lennerthsens översättning har många namn i boken försvenskats husruinen Two-Trees heter Tre ekar, Gloomy Water blir Mörkvattnet och Saucy Jane blir Pigga Pia, Maggie heter Kaja medan Dirty Dick fortsatt blir Lort Dick och hans bostad och heter Tagglund och inte Taggerts och Blue Pond farm blir Dammgården, Beacons Village blr Kasaberga. Försvenskningarna av namnen på orter och personer är långtgående.